# ودکا لیموترش
ودکا لیموترش (انگلیسی: Vodka Lemon) یک فیلم به کارگردانی هنر سلیم است که در سال ۲۰۰۴ منتشر شد.

## بازیگران
- رومن آوینیان
- لالا سارگسیان
- گاگیک سارگسیان
- روزان ویت مسروپیان
- زاهال کاریلاچویلی
- آرمن ماروتیان
- آستریک آواگویان
- ایوان فرانچک
- آرمن ماروتیان
- هاسمیک تر-کاراپتیان

## جوایز
- جایزه سان مارکو، جایزه بهترین فیلم، شصتمین دوره جشنواره بین‌المللی فیلم ونیز، ۲۰۰۳.
- جایزه هیئت داوران، بهترین بازیگر نقش اول مرد، جشنواره فیلم نیوپورت بیچ، ۲۰۰۴.
- جایزه بزرگ، جایزه هیئت داوران و جایزه بهترین فیلمبرداری، جشنواره بین‌المللی فیلم‌های عشقی مون، ۲۰۰۴.
- نامزد بهترین فیلم ۲۰۰۳ - جشنواره فیلم بانکوک، ۲۰۰۴

## یادداشت
1. ↑  Fabrice Guez
2. ↑  Lei Dinety
3. ↑  Pauline Gouzenne
4. ↑  Lei Dinety